# 田島一
田島 一（たじま はじめ、1945年9月26日 - ）は、日本の小説家である。
愛媛県出身。関東地方の電機メーカーで働きながら文学に志す。1985年、「蟻の群れ」で第1回文化評論文学賞を受賞。その後1994年には「遠景の森」で多喜二・百合子賞を受賞する。日本民主主義文学会に所属し、2013年から2021年まで会長をつとめる。労働者の資本に対する戦いを主な題材として描いている。

## 作品
- 戦士たち（新日本出版社、1989年）
- 遠景の森（新日本出版社、1994年）
- 川の声（新日本出版社、1997年）
- 青の画面（新日本出版社、1999年）
- 湾の篝火（新日本出版社、2002年・2003年）
- ハンドシェイク回路（新日本出版社、2008年）
- 時の行路（新日本出版社、2011年、2014年）映画化される。